# نادي ويلينجتون
اتحاد نادي ويلينجتون لكرة القدم (بالإنجليزية: .Willington A.F.C)‏ هو نادي كرة قدم إنجليزي مقره في ويلينجتون، مقاطعة دورهام. النادي حاليًا عضو في الدوري الشمالي القسم الثاني.

## التاريخ
تأسس النادي عام 1906 وانضم إلى رابطة الشمال عام 1911. حلّ في المركز الثاني في موسمه الثاني، وفاز بالدوري في 1913-1914.  في 1925-1926 فاز بالدوري مرة أخرى، وفي 1927-1928 وصل إلى نصف نهائي كأس الهواة، وخسر 2-1 أمام كوكفيلد في مباراة الإعادة. فاز بلقب الدوري الشمالي للمرة الثالثة في 1929-30 ، وفي 1938-1939 وصل إلى نهائي كأس الهواة، وخسر 3-0 أمام بيشوب أوكلاند في روكر بارك، سندرلاند.
استقال من رابطة الشمال في 20 مارس 1940 ، لكنه عاد في نهاية الحرب العالمية الثانية . في 1945-1946 وصل إلى الدور الأول من كأس الاتحاد الإنجليزي للمرة الأولى، لكنه خسر أمام بيشوب أوكلاند. في 1949-50 وصل إلى نهائي كأس الهواة للمرة الثانية، وهذه المرة هزموا الأسقف أوكلاند 4-0 في ملعب ويمبلي أمام حشد من 88000. في الموسم التالي ، دخل كأس الاتحاد الإنجليزي في الجولة الأولى، لكنه خسر 3-0 أمام روتشديل . خلال هذه الفترة، انتهى النادي في المراكز التسعة الأولى في كل موسم حتى عام 1960، ولكن بعد ذلك شهد انخفاضًا تدريجيًا، على الرغم من وصوله إلى الدور الأول من كأس الاتحاد الإنجليزي مرة أخرى في 1973-1974 ، وخسر 6-1 أمام بلاكبيرن روفرز في إعادة.
في عام 1982 أضاف الدوري دوري الدرجة الثانية، وبعد أن احتل المركز الأخير في القسم الأول في 1982-83 ، هبط ويلينجتون إلى الدرجة الثانية. كافح النادي في الدرجة الثانية، حيث أنهى الدوري في الفترة 1983-84 و1991-1992، وانتهى فقط من المراكز العشرة الأولى في خمسة وعشرين موسماً. بعد أن حل في القاع مرة أخرى في 2005-06 هبط إلى دوري ويرسايد . استمر في النضال، حيث احتل المركز الثاني من أسفل في أول موسمين له في الدوري، ثم في المركز الأخير في 2008-09 و 2009-2010. 
المنافس المحلي التقليدي هو نادي كروك تاون . كان للنادي عدد من المديرين المشهورين بما في ذلك كل من مالكولم أليسون وآلان ديربان في عام 1984 وأيضًا إيدي كايل وآلان موراي وستان كامينز .
شهد موسم 2017/18 حصول ويلينجتون على أفضل حصيلة لنقاط الدوري الشمالي لمدة 42 عامًا (1976).

## مرتبة الشرف
- كأس الهواة
  - الفائزون 1949-50
- الرابطة الشمالية
  - الأبطال 1913-14 ، 1925-26 ، 1929-30
  - الفائزون بكأس الدوري 1956–57 ، 1974–75
- Wearside League
  - الوصيف 2012-13

## روابط خارجية
- موقع النادي